# Wulf Steffens
Wulf Steffens (Stafanson, Stephansson), död 24 januari 1668 i Stockholm, var en svensk målarmästare och konterfejare.
Han var från 1655 gift med konterfejaren Jacob Elbfas dotter Margaretha. Steffens omnämns första gången 1645 som anställd av konterfejaren Werner Rölefintz och det är troligt att han även arbetade som gesäll för sin blivande svärfader. Han omnämns som mästare vid Stockholms målarämbete 1663 där han i rangordning bland 17 mästare är placerad på tredje plats efter Elbfas och Johan Assman.      